# Роккараинола
Роккараинола (итал. Roccarainola) — коммуна в Италии, располагается в регионе Кампания, в провинции Неаполь.
Население составляет 7250 человек (на 2004 г.), плотность населения составляет 256 чел./км². Занимает площадь 28 км². Почтовый индекс — 80030. Телефонный код — 081.
Покровителями коммуны почитаются святой Иоанн Креститель, празднование 24 июня, святой Аньелло, празднование 14 декабря, и святой Сильвестр I, папа Римский, празднование 31 декабря.